# Listă de scriitori sirieni
- Adunis (1930-)
- Nizar Qabbani (1923-1998)
- Haidar Haidar
- Ulfat Idilbi (1912-2007)
- Ghada al-Samman (1942-)